# Fort de Tombecbé

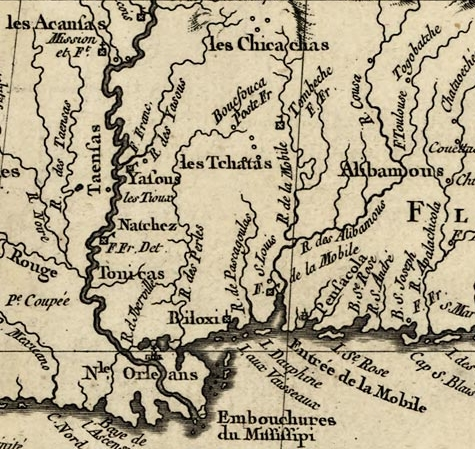
Localisation du fort Tombeche

Le fort de Tombecbé, quelquefois écrit Tombeche, est un ancien fort français construit en Nouvelle-France au XVIIIe siècle. Il se trouve dans l'état de l'Alabama, à Epes, comté de Sumter, dominant un coude de la rivière Tombigbee. Il a servi de poste de traite avec la tribu Chacta (ou Choctaw).
Il est possible qu'un premier fort ait été érigé au temps de la colonisation française sous Antoine Crozat (1712-1715). Il est reconstruit par Bienville en 1735, abandonné aux Anglais en 1763 (fort York), repris par les Espagnols qui l'achètent aux Amérindiens et le reconstruisent en 1793 (Fuerte de Confederacion), cédé aux Américains (1797), puis abandonné une troisième fois par les Choctaws aux États-Unis (traité de 1802), lesquels finalement le démolissent.

## Le fort français, puis anglais
En 1735, le gouverneur de la Louisiane française, Jean-Baptiste Le Moyne de Bienville, ordonna la construction d'un nouveau fort pour défendre les frontières orientales de la Louisiane face aux incursions anglaises et protéger les Amérindiens de la Nation Choctaw qui étaient les alliés des Français face aux  Chickasaw hostiles. Il servit de base arrière lors de l'expédition de 1736 contre ces derniers, qui se solda par une défaite à la bataille d'Ackia. À son retour, le gouverneur confie le commandement du fort au Sieur de Berthet avec une garnison de 30 Français et 20 Suisses, avec l’ordre d’en poursuivre les travaux (2 juin). 
D'après la carte publiée par Dumont en 1753, c'est une ligne de collines (ou plutôt, une falaise crayeuse) bordant la rive droite (Ouest) appelée Tombeche qui donna son nom au fort. Il précise qu'en choctaw le mot signifie "pays ou terre à poterie". Bienville, dans sa lettre au ministre Maurepas (juin 1736), l'appelle déjà Tombekbé. Le fort est protégé à l'est par la falaise surplombant d'une vingtaine de mètres la rivière, dite par les Français "de la Mobile" (actuellement Tombigbee), et bordé au sud par une profonde ravine ; le fort primitif se limite à un retranchement fermant ce triangle, muni d'un bastion central et deux demi-bastions aux extrémités (plan de mars 1737, par Ignace-François Broutin). 
Ce fort fut avant tout un poste de traite, fortifié de simples palissades en bois. Il était situé à 430 kilomètres au nord de Mobile et du fort français de fort Condé. Il devint un dépôt de fourrure lors des transactions entre les trappeurs et coureurs des bois français et les Choctaws.
En 1763, à la suite du traité de Paris, les troupes françaises durent quitter le fort et se replier vers La Nouvelle-Orléans. Le port de Mobile devient espagnol, tandis que les Anglais de la Géorgie prennent possession du fort le 22 novembre. Il est rebaptisé Fort York. Cependant, les guerres tribales entre Choctaws et Creeks (1766-70) rendent l'endroit peu sûr. En 1772, il est en ruine et abandonné, jusqu'à ce que les Espagnols s'en emparent (1783) en profitant de la guerre d'indépendance des États-Unis. 

## Le fort espagnol, puis américain (fort Confederation)
Malgré leurs ambitions, les Espagnols sont Inférieurs en nombre et en moyens, et ils ont un besoin vital de l’alliance des Amérindiens. Après le traité des Natchez (14 mai 1792), qui leur permet de conserver les Walnut Hills et le fort Nogales (à Vicksburg), nouvellement construit sur le Mississippi, c’est le traité de Boukfouka (10 mai 1793), qui leur accorde l’emplacement du fort français sur la Tombigbee, soit 30 arpents carrés, moyennant moins de 1000 dollars de présents. Le fort sera renommé Fuerte de Confederación, pour célébrer l’important traité d’alliance dirigé contre les États-Unis, signé à Nogales les 26-28 octobre 1793 avec les principales tribus : les Chickasaws de Memphis, les Creeks, Talapuches et Cherokees de Pensacola, les Alibamons de Mobile, et les Choctaws - à l’exception des Séminoles de Floride, qui restent hostiles à tous les Européens.  
Achevé en 1794, le nouveau fort est conçu pour soutenir une attaque d'artillerie ; il est bastionné aux quatre angles et entouré d'une muraille en terre avec escarpe en pierre, renforcée d'une seconde palissade en bois. Mais les Espagnols le conserveront peu de temps, à la suite des différents traités internationaux concernant la Louisiane (1795, 1800 et 1803). Par le traité de Madrid (dit aussi de San Lorenzo ou de Pinckney), signé en 1795, appliqué en 1797, l'Espagne, menacée par les intérêts français en Europe et soucieuse d'éviter une guerre, cède aux États-Unis toutes ses possessions au nord du 31e parallèle, ce qui, malheureusement, inclut le fort. Il est donc évacué et partiellement détruit. Une forte spéculation foncière commence alors autour de la culture du coton. 
Les Américains feignent d'ignorer que la Confédération dont le fort porte le nom était dirigée contre eux, et l'appellation subsiste (elle dut disparaître après la guerre de Sécession). Par un traité signé au fort (ou à proximité, car il était en mauvais état) le 17 octobre 1802 entre le général James Wilkinson et les chefs Choctaws, ceux-ci cèdent 10.000 acres de terres environnantes (environ 40 km2) au gouvernement des États-Unis (Treaty of fort Confederation). C'était la troisième fois que le général se lançait dans une tentative de colonisation, mais sans grand résultat. À la suite de la révolte de Bâton-Rouge contre les Espagnols, il semble que la région ait fait partie de l'éphémère république de Floride occidentale (23 septembre - 27 octobre 1810), qui se voulait indépendante, avant d'être officiellement annexée par les États-Unis et jointe au territoire du Mississippi. La ville de Mobile fut prise à son tour par Wilkinson en 1813, et les Espagnols renonceront officiellement à toutes leurs possessions à l'est du Mississippi (y compris la Floride et la côte) par un traité de 1819, les États-Unis, pour leur part, s'engageant "pour toujours" à ne pas s'aventurer à l'ouest du grand fleuve (clause qui, on le sait, ne fut pas respectée). 

## De la «factory» au champ de fouilles
Entretemps, en 1815, les Américains ont établi un nouvel établissement de commerce, ou « factory » (le Choctaw Trading House), un peu au nord de l'ancien fort pour se rapprocher des villages indiens, sous la direction de George Strother Gaines. Devenu un poste de traite avec les tribus Choctaws, ainsi qu'un comptoir commercial pour les nouveaux colons de l'Alabama, il fut très actif jusqu'en 1823 ; ce fut une période de forte immigration. Le fort, quant à lui, fut progressivement démoli, sans avoir jamais connu aucune attaque importante.
En 1817, l'ancien Territoire du Mississippi avait formé deux états, ceux du Mississippi (à l'ouest) et de l'Alabama (à l'est), séparés par une frontière pratiquement verticale, le fort se retrouvant dans le second, et deux ans plus tard, l'Alabama, agrandi au sud d'une partie des anciennes possessions espagnoles (dont Mobile), devint le 22e État de l'Union.
Comme il était devenu évident, dès l'époque anglaise, que le prolongement de la rivière Mobile vers le nord était mal nommé, car l'Alabama, considéré comme son affluent, avait en réalité un cours nettement plus long, et que par ailleurs la ville de Mobile n'était pas sous la souveraineté britannique, le cours supérieur de la rivière prit naturellement le nom de Tombecbee, tandis que son cours inférieur, depuis son confluent avec l'Alabama jusqu'à la mer, garda seul le nom de Mobile. La rivière est devenue Tombigbee par déformation linguistique, tandis que le fort conserva le nom de Tombecbe, sous lequel il est aujourd'hui connu. 
Une grande stèle en pierre, érigée en 1915, se dresse au centre du fort. Le texte (en anglais) rappelle sa fondation par le sieur de Bienville, et se termine par une envolée lyrique : « Ici se sont rencontrés la civilisation et la sauvagerie, et le naturel (wilderness) a pu admirer la gloire de la France », ce qui ne semble guère justifié, vu qu'il n'en reste aucun vestige, et que toutes les expéditions menées depuis le fort ont échoué ; l'inscription est surmontée de deux drapeaux entrecroisés, l'un britannique, l'autre espagnol ; un troisième, au centre, n'est pas gravé (français ou américain ? Le doute subsiste). 
Le site est propriété de l'University of West Alabama (UWA). Il est fouillé depuis 1980 par l'Alabama Archaeological Society, et à nouveau depuis 1996, mais il ne reste du fort que des substructions peu lisibles.